# Lugny (Saône-et-Loire)
Lugny ist eine französische Gemeinde mit 848 Einwohnern (Stand 1. Januar 2022)  im Arrondissement Mâcon im Département Saône-et-Loire in der Region Bourgogne-Franche-Comté. Sie ist das Zentrum der Landschaft Haut-Mâconnais und gehört zum Kanton Hurigny. Sie wurde erstmals 894 urkundlich erwähnt. Durch das Gebiet von Lugny fließt die Bourbonne, die später in die Saône mündet. Die Kirche des Ortes stammt aus dem 19. Jahrhundert.
Wirtschaftlich dominiert in Lugny der Weinbau: rund ein Viertel der Fläche des Ortes besteht aus Rebbergen. Lugny gehört zum Weinbaugebiet Burgund und bildet eine Etappe der Weinstraße Mâconnais-Beaujolais.
Am 27. Juli 1991 war Lugny Startort eines Zeitfahrens der 78. Tour de France.
Seit 1980 ist die Gemeinde mit dem rheinland-pfälzischen Meckenheim partnerschaftlich verbunden.

## Wappen
Die Gemeinde benutzt das Wappen der Familie de Lugny, Wappenbeschreibung: In Blau drei goldene Fünfblätter im Dreipass und sieben goldene Schindeln, drei im Schildhaupt, eine an der Herzstelle und drei im Schildfuß, pfahlweise mit den Blättern. Originalblasonierung: «D'azur à trois quintefeuilles d'or, 2 et 1, et sept billettes de même, posées 3 en chef, 1 au point d'hionneur, et 3 en pointe, mises comme les quatre feuilles.»

## Weinbau
Die im Dorf produzierten Weine (vorwiegend Weißweine) können unter der Herkunftsbezeichnung (Appellation d’Origine Contrôlée) Mâcon AOC vermarktet werden. Zudem dürfen in Lugny die regional stark verbreiteten Burgunderweine Aligoté, Bourgogne Grand Ordinaire, Crémant de Bourgogne und Passetoutgrain angebaut werden.